# Adalbert z Magdeburga
Adalbert z Magdeburga (ur. ok. 910 w Lotaryngii, zm. 20 czerwca 981 w Zcherben) – benedyktyński mnich i opat, pierwszy arcybiskup Magdeburga, misjonarz, apostoł Serbołużyczan oraz święty Kościoła katolickiego.
Od ok. 950 roku pracował w Kolonii, w kancelarii arcybiskupiej. Następnie był zatrudniony na dworze Ottona I Wielkiego (953–958), by potem wstąpić do benedyktyńskiego klasztoru w Trewirze. Wbrew własnej woli w 961 roku został wysłany przez Ottona I na Ruś Kijowską, jako biskup misyjny. Misja, która odbywała się na zaproszenie księżny Olgi zakończyła się fiaskiem. W tym czasie pisał już Adalbert kontynuację Kroniki Reginona z Prüm. Powołany został w 966 roku do piastowania funkcji opata w Wissembourgu. Towarzyszył cesarzowi w podróży do Italii. W czasie synodu w Rawennie powołano nowe arcybiskupstwo w Magdeburgu, którego został pierwszym arcybiskupem (968 rok). Prowadził działalność na rzecz ewangelizacji Łużyczan i organizacji nowej prowincji. 
Po śmierci ciało abpa Adalberta złożono w magdeburskiej katedrze.
Był duchowym przewodnikiem Wojciecha Sławnikowica (późniejszego świętego), który przyjął na bierzmowaniu jego imię (Adalbert).
Jego wspomnienie liturgiczne obchodzone jest 20 czerwca.